# 東管頭駅
東管頭駅（とうかんとうえき）とは中華人民共和国北京市豊台区に位置する北京地下鉄14号線の駅である。

## 駅構造

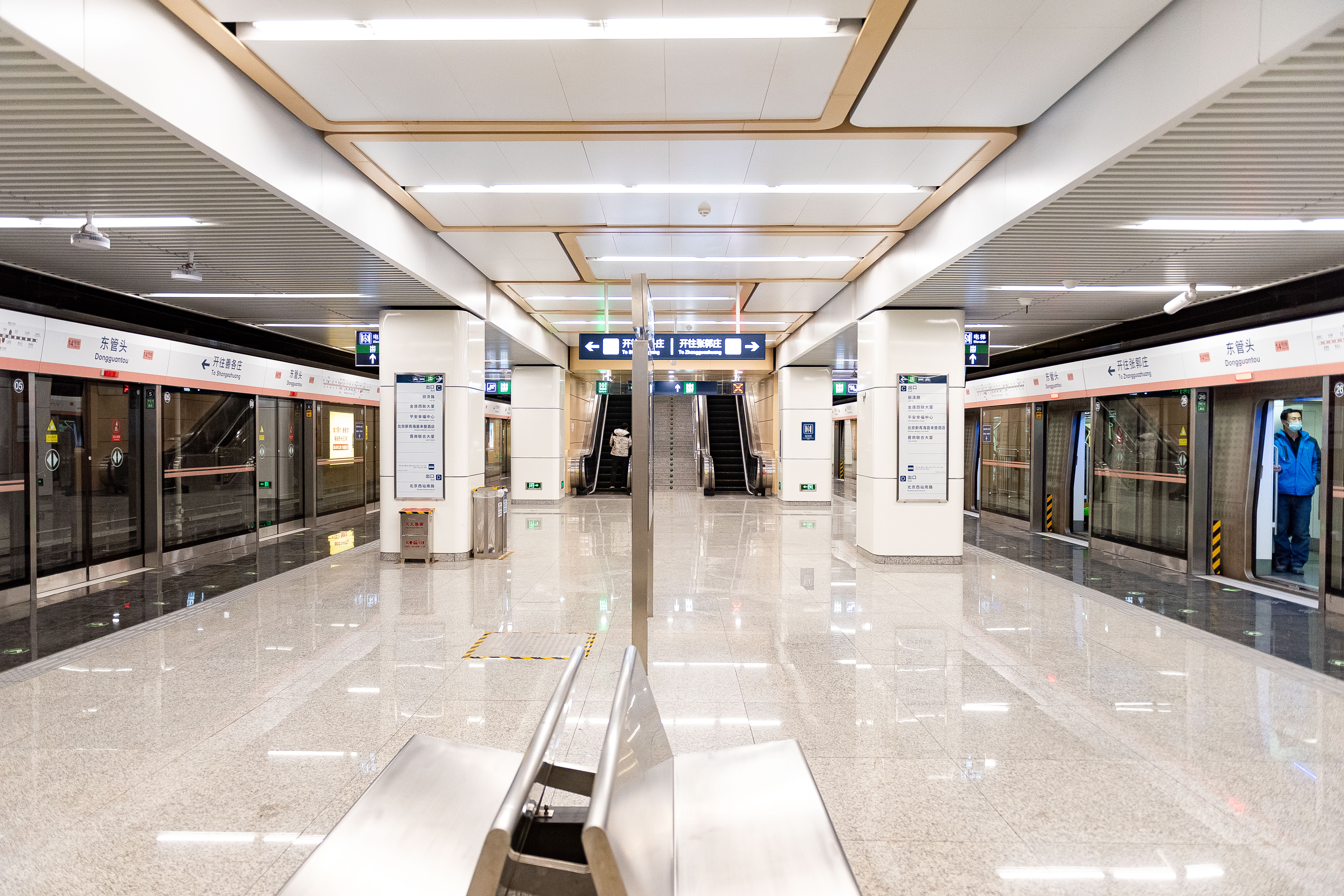
ホーム

島式ホーム1面2線を有する地下駅。

## 歴史
- 2021年12月31日 - 開業[1]。

## 隣の駅
北京地下鉄
■14号線
西局駅 - 東管頭駅 - 麗沢商務区駅